# Освальдо Дортікос Торрадо
Освальдо Дортікос Торрадо (ісп. Osvaldo Dorticos Torrado; 17 квітня 1919 — 23 червня 1983) — кубинський політичний і державний діяч, чотирнадцятий Президент Куби, член Державної ради Куби (1976), член Секретаріату Національного керівництва Єдиної партії соціалістичної революції Куби (1962), член ЦК Комуністичної партії Куби. Почесний доктор юридичних наук МДУ.

## Життєпис

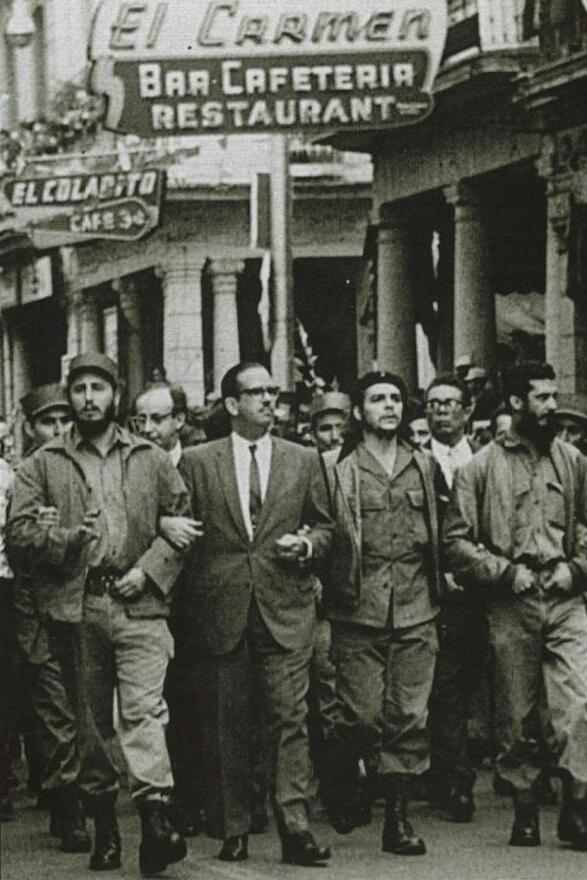
Освальдо Дортікос поряд з Фіделем Кастро та Че Геварою, під час маршу 5 березня 1960 року в Гавані

Народився 17 квітня 1919 року в заможній родині у місті Сьєнфуегос. Навчався в єзуїтській школі рідного міста. Політичну діяльність розпочав у 16-річному віці в лівому студентському русі, потім перебував у лавах Народно-соціалістичної партії.

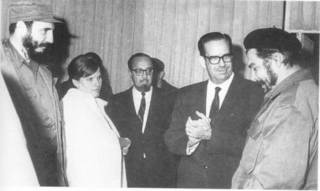
Освальдо Дортікос з Фіделем Кастро та Че Геварою в аеропорту Гавани. 14 березня 1965 року

Деякий час Дортікос працював викладачем, потім вивчав право та філософію у Гаванському університеті. Вищу освіту здобув 1941 року. У 1950-их роках мав власну юридичну практику у Сьєнфуегосі.
За часів боротьби проти диктатури Фульхенсіо Батисти вступив до Революційного руху. У 1948 року вступив до лав Комуністичної партії Куби.
Був координатором «Руху 26 липня» у своєму рідному місті під час повстання 5 вересня 1957 року. Наприкінці 1958 року його заарештували та заслали з країни, перебував у вигнанні у Мексиці.
Після перемоги Кубинської революції 1959 року очолив міністерство у справах революційної законності. Від 18 липня 1959 до 2 грудня 1976 року обіймав посаду президента Республіки Куба. Від березня 1962 — член Секретаріату Національного керівництва Єдиної партії соціалістичної революції Куби. Від грудня 1976 — член Державної ради Куби.
Покінчив життя самогубством (застрелився), не перенісши смерті дружини. Був похований у Гавані на цвинтарі Колон.

## Особисте життя
Був одружений з Марією де ла Карідад Моліною-і-Суарес дель Вільяр. Вона померла 1982 року.